# Granatina
Az Granatina a madarak osztályának verébalakúak (Passeriformes) rendjébe és a díszpintyfélék (Estrildidae) családjába tartozó nem.
Besorolásuk vitatott, egyes rendszerezők az Uraeginthus nembe sorolják ezeket a fajokat is.

## Rendszerezés
A nembe az alábbi 2 faj tartozik
- gránátpinty (Granatina granatina vagy Uraeginthus granatina)
- bíbormellű pillangópinty (Granatina ianthinogaster vagy Uraeginthus ianthinogaster)